# Liste der Biergärten in München

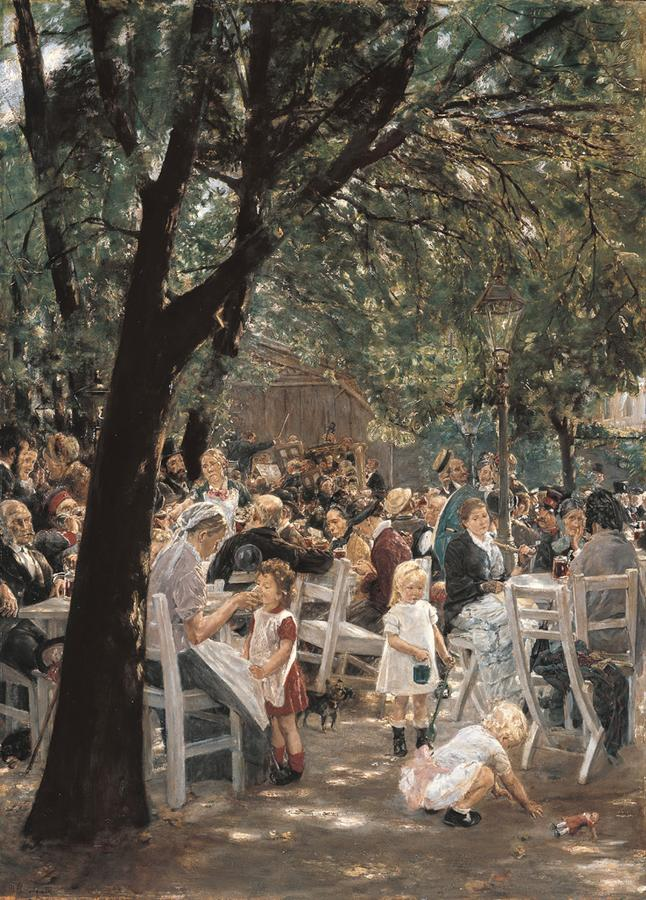
Max Liebermann: Münchner Biergarten, 1884

Die Biergärten in München haben eine lange Tradition und sind grundlegender Bestandteil der Gastronomiekultur der Stadt München. Die Biergärten gehen auf das 16. Jahrhundert zurück, als Bier nur zwischen Ende September und Ende April gebraut wurde. Biergärten entstanden häufig unter den zur Kühlung der Brauereikeller angelegten Baumpflanzungen.
Traditionell ist es den Gästen gestattet, mitgebrachte Speisen zu verzehren, was in der Biergartenverordnung von 1999 bestätigt wurde. Die Getränke sind jedoch immer vom Biergartenbetreiber zu erwerben. Dadurch besitzen Münchner Biergärten häufig getrennte Bereiche für mitgebrachtes Essen oder Essen von Selbstbedienungstheken und für Bewirtung mit Bedienung.
Biergärten sind ein fester Bestandteil des sozialen Lebens in der bayerischen Landeshauptstadt. Die meisten Betreiber „verkaufen“ feste Stammtische, die in den Sommermonaten regelmäßig von Freundeskreisen genutzt werden. Allerdings steht aus marktrechtlichen Gründen die Mehrheit der Plätze der allgemeinen Nutzung zur Verfügung. In der Ausstattung ist die Biergarnitur, eine Tisch-Sitzbank-Kombination, typisch. In vielen Biergärten spielen regelmäßig Livebands.

## Biergärten mit 1000 und mehr Plätzen
| Name                            | Plätze | Lage                                                                                     | Brauerei                                                         | Anmerkungen                                                          | Bild                                            |
| ------------------------------- | ------ | ---------------------------------------------------------------------------------------- | ---------------------------------------------------------------- | -------------------------------------------------------------------- | ----------------------------------------------- |
| Augustiner-Keller               | 5000   | Maxvorstadt (48° 8′ 37″ N, 11° 33′ 5″ O)                                                 | Augustiner                                                       | Eigentümer ist die Augustiner-Bräu                                   | weitere Bilder                                  |
| Augustiner Schützengarten       | 2500   | Sendling (48° 6′ 16″ N, 11° 32′ 6″ O)                                                    | Augustiner                                                       |                                                                      | weitere Bilder                                  |
| Aumeister                       | 2500   | im Nordteil des Englischen Gartens (Schwabing – Freimann) (48° 11′ 10″ N, 11° 37′ 11″ O) | Hofbräu                                                          |                                                                      | weitere Bilder                                  |
| Biergarten am Chinesischen Turm | 7000   | Chinesischer Turm im Englischen Garten (48° 9′ 9″ N, 11° 35′ 33″ O)                      | Hofbräu                                                          |                                                                      | Biergarten des Restaurants am Chinesischen Turm |
| Die Fasanerie                   | 1700   | Hartmannshofer Park (48° 10′ 23″ N, 11° 29′ 36″ O)                                       | Hofbräu                                                          |                                                                      | Die Fasanerie                                   |
| Biergarten Zum Flaucher         | 2500   | direkt an der Isar in Thalkirchen (48° 6′ 31″ N, 11° 33′ 27″ O)                          | Löwenbräu                                                        |                                                                      | Zum Flaucher                                    |
| Franziskanergarten              | 2300   | Trudering (48° 6′ 33″ N, 11° 40′ 14″ O)                                                  | Löwenbräu, Spaten, Franziskaner                                  |                                                                      | Franziskanergarten                              |
| Hirschau                        | 1700   | im Nordteil des Englischen Gartens (48° 9′ 43″ N, 11° 36′ 9″ O)                          | Löwenbräu                                                        |                                                                      | weitere Bilder                                  |
| Königlicher Hirschgarten        | 8000   | Neuhausen-Nymphenburg (48° 8′ 58″ N, 11° 30′ 40″ O)                                      | Augustiner, Tegernseer Spezial, König Ludwig Dunkel              | größter Biergarten Münchens                                          | weitere Bilder                                  |
| Hofbräukeller                   | 2100   | Wiener Platz (48° 8′ 2″ N, 11° 35′ 42″ O)                                                | Hofbräu                                                          | davon 400 Plätze bedient, besteht seit 1892                          | weitere Bilder                                  |
| Hopfengarten                    | 1300   | Westpark (48° 7′ 32″ N, 11° 31′ 36″ O)                                                   | Löwenbräu                                                        | besteht seit 1983                                                    | Hopfengarten im Oktober                         |
| Leiberheim                      | 2500   | Waldperlach (48° 4′ 44″ N, 11° 40′ 19″ O)                                                | Brauerei Erharting                                               | wiederaufgebaut nach dem Zweiten Weltkrieg                           | Leiberheim um 1920                              |
| Löwenbräukeller                 | 2000   | Maxvorstadt (48° 8′ 52″ N, 11° 33′ 30″ O)                                                | Löwenbräu                                                        | besteht seit 1883                                                    | weitere Bilder                                  |
| Menterschwaige                  | 2000   | Harlaching (48° 4′ 53″ N, 11° 32′ 43″ O)                                                 | Löwenbräu                                                        | Seit 2022 für Renovierung geschlossen, Eröffnung für 2024 vorgesehen | weitere Bilder                                  |
| Michaeligarten                  | 2400   | Ostpark (48° 6′ 54″ N, 11° 38′ 17″ O)                                                    | Löwenbräu                                                        | besteht seit 1979                                                    |                                                 |
| Nockherberg                     | 4000   | Au-Haidhausen (48° 7′ 17″ N, 11° 34′ 58″ O)                                              | Paulaner                                                         |                                                                      | weitere Bilder                                  |
| Rosengarten                     | 1500   | Westpark (48° 7′ 20″ N, 11° 30′ 33″ O)                                                   | Paulaner                                                         | Im Sommer 2023 geschlossen                                           | Rosengarten                                     |
| Seehaus                         | 2500   | Englischer Garten (48° 9′ 37″ N, 11° 35′ 54″ O)                                          | Paulaner                                                         | direkt am Kleinhesseloher See                                        | Seehaus                                         |
| Taxisgarten                     | 1500   | Gern (48° 9′ 47″ N, 11° 31′ 57″ O)                                                       | Hofbräu                                                          |                                                                      | Taxisgarten                                     |
| Waldheim                        | 2500   | Großhadern, Waldheim 1 (48° 6′ 11″ N, 11° 28′ 44″ O)                                     | Hacker-Pschorr                                                   |                                                                      | Waldheim                                        |
| See-Biergarten Lerchenau        | 1200   | Lerchenauer See (48° 11′ 54″ N, 11° 32′ 10″ O)                                           | Spaten, Franziskaner                                             | besteht seit 2012, Betrieb wurde 2018 eingestellt                    | See-Biergarten Lerchenau                        |
| Biergarten am Viktualienmarkt   | 1000   | Viktualienmarkt (48° 8′ 6″ N, 11° 34′ 35″ O)                                             | Augustiner, Hofbräu, Spaten, Hacker-Pschorr, Paulaner, Löwenbräu | besteht seit 1970                                                    | weitere Bilder                                  |

Auf dem Oktoberfest gibt es zusätzlich Biergärten in dieser Größenordnung, die wiederum zu den Festzelten gehören.